# Shen Yiqian
Shen Yiqian ou Chen I-Ts'ien ou Shen I-Ch'ien (沈逸千) est un peintre chinois du XXe siècle. Ses dates de naissance et de décès ainsi que ses origines ne sont pas connues, il est porté disparu en octobre 1945.

## Biographie
Après des études artistiques à l'Académie de Shanghai, Shen Yiqian fait partie avec Guan Shanyue du groupe d'artistes qui, pendant la Seconde Guerre mondiale, redécouvre les marches occidentales de la Chine, il est fasciné par la beauté sauvage des plateaux tibétains et mongols ainsi que par les cultures aborigènes.

Pour sa part, il ne fait qu'enregistrer ce qu'il voit et ses œuvres sont sans grand intérêt esthétique. Depuis son arrestation en 1945 (on n'en connait pas la raison), il est porté disparu.